# Éric Weber
Pour les articles homonymes, voir Weber.
Eric Weber, né le 16 mars 1957 à Paris, est un chef opérateur français. On lui doit la photographie de films tels que : Paris-Marseille (1990), Supernova (Expérience #1) (2003), ou encore trois épisodes de la série télévisée policière française Paris, enquêtes criminelles (2008). Sa carrière est marquée par une étroite collaboration avec les réalisateurs Pierre Vinour et Jean-Teddy Filippe.

## Biographie
Sa lumière est très empreinte de l'influence du grand directeur de la photographie français Henri Alekan. Il confie d'ailleurs que La Belle et la Bête de Jean Cocteau fait partie des films qui l'ont intimement marqué (avec Jason et les Argonautes de Don Chaffey).
Très jeune déjà, il consacre une grande partie de son temps à réaliser des films qui  lui demandent parfois des mois de travail tel que Sunam Edrev, film d'animation marqué par son admiration pour Ray Harryhausen qui met en scène le périple dramatique d'une main verte. Le film sera projeté au festival de Trouville ainsi qu'au festival de Flaine (festival dont il réalisa la séquence de promotion) où il reçoit un prix qui lui permettra de réaliser son film suivant : Tunique Rouge.
Éric Weber a récemment participé au tournage du court-métrage français L'Enfant borne réalisé par Pascal Mieszala en 2007. Le film a été nommé aux cérémonies suivantes : 
- Les Lutins du Court-Métrage
- Festival international du court-métrage de Clermont-Ferrand

## Filmographie
- 1990 : Paris-Marseille, court métrage de Pierre Vinour primé au festival de Clermont-Ferrand
- 1991 : Le Volcan (rituel), court métrage de Pierre Vinour
- 1991 : Ka, court métrage de Pierre Vinour primé au festival de Roannes
- 1991 : La Nuit du Lapin, court métrage d'Olivier Pardini
- 1991 : Le Coucou, court métrage d'Olivier Pardini
- 1992 : Armadillo, court métrage de Kirsten Johnson
- 1992 : Patrick Dewaere, long métrage de Marc Esposito
- 1992 : Le Blédia, court métrage d'Olivier Legan
- 1994 : Les Scorpions, court métrage de Pierre Vinour
- 1999 : L'Otage, court métrage de Pierre Vinour
- 1999 : Jour de Manque, court métrage de Jean-Teddy Filippe
- 2000 : Le Cadeau de Maman, court métrage de Patrick Halpine
- 2001 : Effraction, court métrage de Patrick Halpine
- 2002 : La Chanson du maçon, téléfilm de Nina Companeez
- 2002 : Millevaches Experience, court métrage de Pierre Vinour
- 2003 : Supernova (Expérience #1), long métrage de Pierre Vinour
- 2003 : Black Shabbat, court métrage de Benjamin Alimi
- 2003 : Mortelle conviction, téléfilm de Jean-Teddy Filippe
- 2004 : Engrenages (série télévisée), téléfilm de Jean-Teddy Filippe
- 2004 : Ils voulaient tuer de Gaulle, docufiction de Jean-Teddy Filippe
- 2006 : Laura, série télévisée de Jean-Teddy Filippe
- 2007 : L'Enfant borne, court métrage de Pascal Mieszala
- 2008 : Paris, enquêtes criminelles (3 épisodes : L'amour fou, Rédemption, Trafics) de Jean-Teddy Filippe
- 2008 : Magma, long métrage de Pierre Vinour
- 2008 : Un ange passe, court métrage de Pierre Vinour
- 2009 : Hors Du Temps (Le Chimpanzé de Schrödinger), téléfilm de Jean-Teddy Filippe
- 2009 : Chairs disparues, court-métrage de Pascal Mieszala
- 2010 : Le Document Interdit #13 : L'Éxamen de Jean-Teddy Filippe.